# تامپاتای موتالیکاتو
تامپاتای موتالیکاتو (به لاتین: Thampattai Muthalikkattu) یک منطقهٔ مسکونی در سری‌لانکا است که در استان شمالی (سری‌لانکا) واقع شده‌است.